# Tōru Fujisawa
Tōru Fujisawa (jap. 藤沢 とおる Fujisawa Tōru; ur. 1967) – japoński mangaka. 
Tōru Fujisawa znany jest z jego najpopularniejszej serii Great Teacher Onizuka (GTO), na podstawie której powstał serial telewizyjny (1998), film fabularny (1999) i serial animowany (2000).

## Prace
- Love You (1989)
- Adesugata Junjō Boy (1989)
- Shōnan jun'ai gumi! (1990-1996)
- Bad Company (1996)
- Great Teacher Onizuka (1997-2002)
- Rose Hip Rose (2002-2003)
- Tokko (2003)
- Wild Base Ballers (2003)
- Himitsu Sentai Momoider (2003/2006-2007)
- Rose Hip Zero (2005-2006)
- Magnum Rose Hip (2006)
- Kamen Teacher (2006-2007)
- Reverend D (2006- )
- Animal Joe (2006/2008)
- Unhappy! (2008)
- Tōi hoshi kara kita ALICE (2008)
- GTO: Shonan 14 Days (2009- )